# Libro di costumi Ralamb

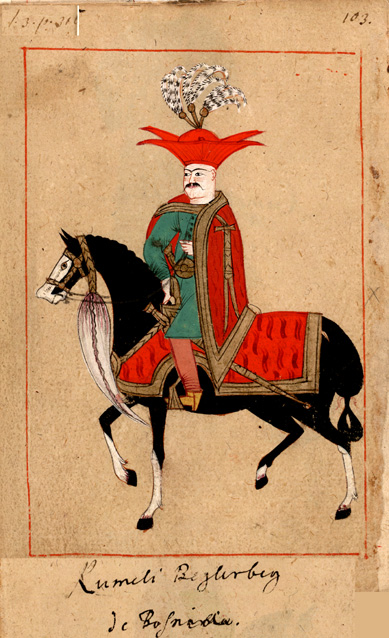
Una delle miniature dell'opera

Il Libro di costumi Ralamb è una collezione di 121 miniature turche raffiguranti il vestiario in uso tra cortigiani, gente comune ed ufficiali dell'esercito dell'Impero ottomano comprate nel biennio 1657-1658 dall'ambasciatore svedese a Costantinopoli, Claes Rålamb, oggi conservata nella Biblioteca nazionale svedese a Stoccolma, ove pervenne nel 1886.